# Panama
«Panama» (с англ. — «Панама») — двадцатый в общем и третий с альбома 1984 сингл хард-рок-группы Van Halen, выпущенный 18 июня 1984 года на лейбле Warner Bros.

## О сингле
«Panama» была одним из первых треков, записанных в студии 5150, которую гитарист Эдди Ван Хален построил отчасти для того, чтобы взять под контроль звучание группы. Несмотря на название, композиция посвящена не стране и не шляпе, а автомобилю. В интервью Говарду Стерну вокалист Дэвид Ли Рот объяснил, что песня была написана о машине Panama Express, которую он увидел на гонках в Лас-Вегасе. Рот написал песню после того, как один журналист упрекнул его в том, что он поёт лишь о женщинах, вечеринках и быстрых машинах, и тогда Рот понял, что надо исправляться: ведь ни одной песни про быструю машину у него ещё не было.
По словам Ван Халена, музыкальное вдохновение для этой композиции пришло от простого трёхаккордного стиля AC/DC. В середине песни, когда Рот произносит I can barely see the road from the heat comin' off («Я едва вижу дорогу из-за жары»), слышен звук двигателя Lamborghini Miura 1972 года Эдди Ван Халена. Автомобиль подогнали к студии, и звук записали, прикрепив микрофоны к выхлопной трубе.
Музыкальное видео, снятое Питом Анджелусом, в основном состоит из концертных выступлений группы. Большая часть съёмок проходила на сцене The Spectrum в Филадельфии, а также во время концертов в Providence Civic Center в Провиденсе (штат Род-Айленд). Автомобиль, показанный в клипе, — это кабриолет Mercury Eight 1951 года выпуска.

## Список композиций
Американский сингл
| №  | Название | Длительность |
| -- | -------- | ------------ |
| 1. | «Panama» | 3:31         |

| №  | Название         | Длительность |
| -- | ---------------- | ------------ |
| 1. | «Drop Dead Legs» | 4:14         |

Английский сингл
| №  | Название | Длительность |
| -- | -------- | ------------ |
| 1. | «Panama» | 3:31         |

| №  | Название               | Длительность |
| -- | ---------------------- | ------------ |
| 1. | «Dance The Night Away» | 3:06         |
| 2. | «Girl Gone Bad»        | 4:35         |

## Участники записи
- Алекс Ван Хален — ударные
- Эдди Ван Хален — электрогитара, бэк-вокал
- Майкл Энтони — бас-гитара, бэк-вокал
- Дэвид Ли Рот — вокал

## Позиция в чартах
| Чарт (1984–85)                    | Позиция |
| --------------------------------- | ------- |
| Argentina (CAPIF)                 | 2       |
| Australia (Kent Music Report)     | 74      |
| Канада (RPM Top Singles)          | 15      |
| Ирландия (IRMA)                   | 30      |
| Великобритания (UK Singles Chart) | 61      |
| США (Billboard Hot 100)           | 13      |
| США (Billboard Mainstream Rock)   | 2       |

| Чарт (2020)                                  | Позиция |
| -------------------------------------------- | ------- |
| США (Billboard Hot Rock & Alternative Songs) | 12      |